# エスタディ・モンティリビ
エスタディ・モンティリビ（Estadi Montilivi）は、スペイン・カタルーニャ州ジローナにあるサッカー専用スタジアム。

## 概要
1970年、カンプ・デ・ビスタ・アレグレに次ぐスタジアムとしてジローナFCによって使用され始めた。開場から14年後にジローナ自治体がスタジアムを市営化したため、その後2018年に再びジローナFCに返却されるまで自治体所有のスタジアムだった。
2017年6月、ジローナFCがプリメーラ・ディビシオンに昇格したため、スタジアムの施設や規格をリーグ委員会の裁定に合わせる必要が生じた。また、8月初旬には、天然芝と人工芝を組み合わせてハイブリッド芝への張り替えや排水機能を追加するためにピッチを1m降下させる工事を行なった。
2020年、エスタディ・モンティリビは開場50周年を迎えた。
また、カタルーニャ州に拠点を置くスタジアムなため、2016年12月や2019年3月にはカタルーニャ州代表を招いて親善試合を開催している。